# 阿里阿什肯納茲猶太會堂

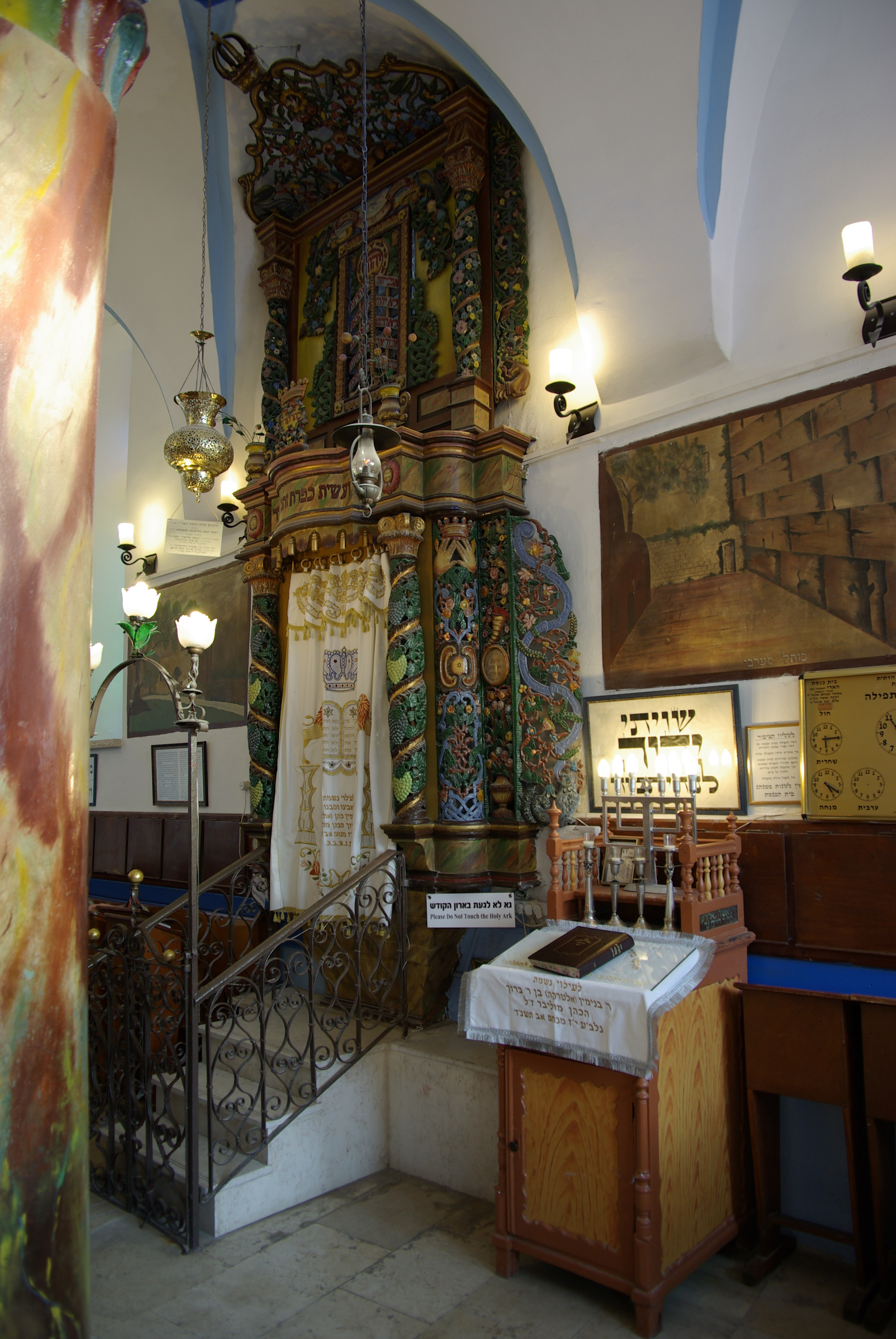

阿里阿什肯納茲猶太會堂（Ari Ashkenazi Synagogue）是以色列城市采法特的一座猶太會堂，紀念拉比艾薩克·盧里亞（Isaac Luria）。阿里阿什肯納茲猶太會堂的歷史起源於16世紀後期，以其華麗多彩的聖櫃而著稱，並且有可能是以色列仍在使用的猶太會堂中歷史最為古老的猶太會堂。阿里阿什肯納茲猶太會堂在1837年的地震中被毀，20年後重建。

## 外部連結
- Tthe Ashkenazi HaAri Synagogue （页面存档备份，存于） on www.safed.co.il

32°58′07″N 35°29′12″E / 32.968635°N 35.486655°E